# Fernando Neves
Pour les articles homonymes, voir Neves.
Fernando Neves, de son nom complet Fernando Maria Neves alias Nando, né le 9 juin 1978 en Angola, est un ancien footballeur international cap-verdien évoluant au poste de défenseur.

## Biographie
Nando Neves est né en Angola, tout comme ses cinq frères et ses trois sœurs, alors que ses parents avaient émigré du Cap-Vert pour travailler dans les mines jusqu'à ce que la guerre éclate. La famille rentre alors à Sao Vicente en 1983.
Il a deux fils, Sacha et Charly (avril 2013) avec sa femme Rebecca.
Il a joué à l'Union sportive monastirienne (Tunisie) de 2004 à 2007 où il est élu meilleur défenseur central et meilleur joueur étranger lors de la saison 2006-2007. En 2007, il part au Qatar, à Al Siliya Doha.
En 2009, il signe en République tchèque, au FC Baník Ostrava. Dès la première saison, il s'impose comme un des piliers de l'équipe et aide le club à terminer à la troisième place de la Gambrinus Liga et à se qualifier pour la Ligue Europa 2010-2011. La saison suivante est plus compliquée; perdant des joueurs importants comme Mario Lička (meilleur buteur du club en 2010) ou Tomáš Mičola, tous deux partis au Stade brestois, le club termine à la 14e place (dernier non relégable). Le 15 juillet 2010, lors du deuxième tour de la Ligue Europa 2010-2011, il inscrit trois buts lors de la victoire 6-0 contre le WIT Georgia Tbilissi.
Le 7 mars 2011, lors du match Olomouc-Ostrava, il tente un "ciseau retourné" en phase d'attaque, le gardien étant sorti, son pieds atteint la poitrine de Petr Drobisz (en). Plus de peur que de mal, il s'en sort avec un carton jaune.
En juin 2011, il signe dans un club français de Ligue 2 : la Berrichonne de Châteauroux. Il fait ses débuts avec le club de La Berri le 29 juillet 2011 lors du match nul 1-1 contre l'En avant Guingamp.
En 2013, à la suite de la CAN 2013 disputée en Afrique du Sud, il est élu dans le onze type de la compétition. Il annonce en fin de compétition la fin de sa carrière internationale après 42 sélections avec les Requins Bleus.

## Statistiques
| Saison                | Club                  | Championnat           | Championnat | Championnat | Coupe nationale | Coupe nationale | Coupe de la Ligue | Coupe de la Ligue | Compétition(s) continentale(s) | Compétition(s) continentale(s) | Compétition(s) continentale(s) | Cap-Vert | Cap-Vert | Total | Total |
| Saison                | Club                  | Division              | M.          | B.          | M.              | B.              | M.                | B.                | Comp.                          | M.                             | B.                             | M.       | B.       | M.    | B.    |
| 2002-2003             | FC Batuque            | 1                     | -           | -           | -               | -               | -                 | -                 | -                              | -                              | -                              | 2        | 0        | 2     | 0     |
| 2003-2004             | FC Batuque            | 1                     | -           | -           | -               | -               | -                 | -                 | -                              | -                              | -                              | -        | -        | 0     | 0     |
| 2004-2005             | US monastirienne      | 1                     | -           | -           | -               | -               | -                 | -                 | -                              | -                              | -                              | 3        | 0        | 3     | 0     |
| 2005-2006             | US monastirienne      | 1                     | -           | -           | -               | -               | -                 | -                 | -                              | -                              | -                              | 1        | 0        | 1     | 0     |
| 2006-2007             | US monastirienne      | 1                     | 20          | 3           | -               | -               | -                 | -                 | -                              | -                              | -                              | 6        | 0        | 26    | 3     |
| 2007-2008             | Al-Sailiya            | 1                     | -           | -           | -               | -               | -                 | -                 | -                              | -                              | -                              | 5        | 0        | 5     | 0     |
| 2008-2009             | Al-Sailiya            | 1                     | 15          | 1           | -               | -               | -                 | -                 | -                              | -                              | -                              | 2        | 0        | 17    | 1     |
| 2009-2010             | FC Baník Ostrava      | 1                     | 26          | 3           | 2               | 0               | -                 | -                 | -                              | -                              | -                              | 3        | 0        | 31    | 3     |
| 2010-2011             | FC Baník Ostrava      | 1                     | 28          | 4           | 1               | 0               | -                 | -                 | C3                             | 4                              | 3                              | 7        | 0        | 40    | 7     |
| 2011-2012             | LB Châteauroux        | 2                     | 30          | 0           | 5               | 0               | 1                 | 0                 | -                              | -                              | -                              | 5        | 0        | 41    | 0     |
| 2012-2013             | LB Châteauroux        | 2                     | 30          | 1           | 1               | 1               | 1                 | 0                 | -                              | -                              | -                              | 8        | 0        | 40    | 2     |
| 2013-2014             | LB Châteauroux        | 2                     | 2           | 0           | -               | -               | 1                 | 0                 | -                              | -                              | -                              | 0        | 0        | 3     | 0     |
| 2013-2014             | SK Slavia Prague      | 1                     | -           | -           | -               | -               | -                 | -                 | -                              | -                              | -                              | 0        | 0        | 0     | 0     |
| Total sur la carrière | Total sur la carrière | Total sur la carrière | 151         | 12          | 9               | 0               | 3                 | 0                 | -                              | 4                              | 3                              | 42       | 0        | 209   | 15    |